# Hakeem Kae-Kazim
Hakeem Kae-Kazim (ur. 1 października 1962 w Lagos) – nigeryjski aktor filmowy, telewizyjny i teatralny, znany z roli Georges'a Rutagandy w filmie Hotel Ruanda oraz Mr. Scotta w serialu Piraci.